# Campeonato da Europa de Atletismo de 2010 - 400 m feminino
A prova dos 400 metros feminino do Campeonato da Europa de Atletismo de 2010 foi disputada entre os dias 28 e 30 de julho de 2010 no Lluís Companys em Barcelona,  na Espanha. 

## Recordes
Antes desta competição, os recordes mundiais e do campeonato nesta prova eram os seguintes:
|                       | Nome        | Nacionalidade     | Tempo  | Local    | Data                  |
| --------------------- | ----------- | ----------------- | ------ | -------- | --------------------- |
| Recorde mundial       | Marita Koch | Alemanha Oriental | 47s 60 | Canberra | 6 de outubro de 1985  |
| Recorde do campeonato | Marita Koch | Alemanha Oriental | 48s 16 | Atenas   | 8 de setembro de 1982 |
| Recorde europeu       | Marita Koch | Alemanha Oriental | 47s 60 | Canberra | 6 de outubro de 1985  |

## Medalhistas
| Ouro                 | Prata                  | Bronze                     |
| Tatyana Firova (RUS) | Kseniya Ustalova (RUS) | Antonina Krivoshapka (RUS) |

## Cronograma
Todos os horários são locais (UTC+2).
| Data        | Hora  | Evento  |
| ----------- | ----- | ------- |
| 28 de julho | 18:35 | Bateria |
| 30 de julho | 19:35 | Final   |

## Resultados

### Bateria
Qualificação: 2 atletas de cada bateria (Q) mais os 2 melhores qualificados (q).
Bateria 1
| Posição | Raia | Atleta               | Nacionalidade        | Tempo | Notas      |
| ------- | ---- | -------------------- | -------------------- | ----- | ---------- |
| 1       | 6    | Antonina Krivoshapka | Rússia               | 51.52 | Q          |
| 2       | 7    | Denisa Rosolová      | Chéquia              | 52.34 | Q          |
| 3       | 2    | Maris Mägi           | Estónia              | 52.85 |            |
| 4       | 3    | Lee McConnell        | Reino Unido          | 53.15 |            |
| 5       | 5    | Darya Prystupa       | Ucrânia              | 53.48 |            |
| 6       | 8    | Agata Bednarek       | Polónia              | 54.16 |            |
| 7       | 1    | Jasna Horozić        | Bósnia e Herzegovina | 55.97 |            |
| —       | 4    | Pınar Saka           | Turquia              | 54.33 | DSQ Doping |

Bateria 2
| Posição | Raia | Atleta             | Nacionalidade | Tempo | Notas |
| ------- | ---- | ------------------ | ------------- | ----- | ----- |
| 1       | 7    | Tatyana Firova     | Rússia        | 51.11 | Q     |
| 2       | 8    | Antonina Yefremova | Ucrânia       | 51.67 | Q     |
| 3       | 2    | Marta Milani       | Itália        | 52.36 | q     |
| 4       | 1    | Virginie Michanol  | França        | 52.37 |       |
| 5       | 5    | Helene Nordquist   | Suécia        | 53.78 |       |
| 6       | 6    | Barbara Petráhn    | Hungria       | 53.78 |       |
| 7       | 3    | Meliz Redif        | Turquia       | 54.19 |       |
| 8       | 4    | Begoña Garrido     | Espanha       | 54.65 |       |

Bateria 3
| Posição | Raia | Atleta                | Nacionalidade | Tempo | Notas |
| ------- | ---- | --------------------- | ------------- | ----- | ----- |
| 1       | 8    | Kseniya Ustalova      | Rússia        | 50.96 | Q     |
| 2       | 4    | Libania Grenot        | Itália        | 51.03 | Q,    |
| 3       | 7    | Muriel Hurtis-Houairi | França        | 51.97 | q     |
| 4       | 5    | Joanne Cuddihy        | Irlanda       | 52.58 |       |
| 5       | 6    | Kseniya Karandyuk     | Ucrânia       | 53.18 |       |
| 6       | 2    | Jitka Bartoničková    | Chéquia       | 54.16 |       |
| -       | 3    | Agní Dervéni          | Grécia        |       | DSQ   |

### Final
| Posição.          | Raia | Atleta                | Nacionalidade | Reação | Tempo | Notas                |
| ----------------- | ---- | --------------------- | ------------- | ------ | ----- | -------------------- |
| Medalha de ouro   | 5    | Tatyana Firova        | Rússia        | 0.200  | 49.89 |                      |
| Medalha de prata  | 4    | Kseniya Ustalova      | Rússia        | 0.229  | 49.92 | Recorde pessoal      |
| Medalha de bronze | 3    | Antonina Krivoshapka  | Rússia        | 0.205  | 50.10 | Recorde da temporada |
| 4                 | 6    | Libania Grenot        | Itália        | 0.323  | 50.43 | Recorde da temporada |
| 5                 | 7    | Denisa Rosolová       | Chéquia       | 0.319  | 50.90 |                      |
| 6                 | 8    | Antonina Yefremova    | Ucrânia       |        | 51.67 |                      |
| 7                 | 1    | Marta Milani          | Itália        | 0.185  | 51.87 | Recorde pessoal      |
| 8                 | 2    | Muriel Hurtis-Houairi | França        | 0.194  | 52.05 |                      |

Legenda
| Recorde mundial       | Recorde mundial (World record)               |                       | Recorde africano                      | Recorde africano (African) |                                           | Q | Classificado por posição (Qualified) |
| Recorde do campeonato | Recorde do campeonato (Championship record)  | Recorde da América    | Recorde da América (Americas)         | q                          | Classificado por melhor tempo (Qualified) |   |                                      |
| Melhor marca do ano   | Melhor marca do ano (World leading)          | Recorde asiático      | Recorde asiático (Asian)              | DNS                        | Não largou (Did not start)                |   |                                      |
| Recorde nacional      | Recorde nacional (National record)           | Recorde europeu       | Recorde europeu (European)            | DNF                        | Não terminou (Did not finish)             |   |                                      |
| Recorde pessoal       | Recorde pessoal do atleta (Personal best)    | Recorde da Oceania    | Recorde da Oceania (Oceania)          | DSQ / DQ                   | Desclassificado (Disqualified)            |   |                                      |
| Recorde da temporada  | Recorde da temporada do atleta (Season best) | Recorde sul-americano | Recorde sul-americano (South America) | NM                         | Sem marca (No mark)                       |   |                                      |